# Epitelio vaginal
El epitelio vaginal es el revestimiento interno aglandular de la vagina que consta de múltiples capas de células escamosas. La membrana basal proporciona el soporte para la primera capa del epitelio, la capa basal. Las capas intermedias se encuentran sobre la capa basal y la capa superficial es la capa más externa del epitelio. Los anatomistas han descrito el epitelio como compuesto hasta por 40 capas distintas superpuestas. El mucus que se encuentra en el epitelio es secretado por el cuello uterino y el útero, pero no por la vagina que carece de glándulas. Los pliegues o "arrugas" macroscópicos transversales del epitelio, crean una estructura plegada y dan como resultado una gran superficie de 360 cm². Esta gran área de superficie permite la absorción trans-epitelial de algunos medicamentos por vía vaginal.

En el transcurso del ciclo reproductivo, el epitelio vaginal está sujeto a cambios normales, cambios cíclicos, que están influenciados por el estrógeno: a medida que aumentan los niveles de circulación de esta hormona, existe una proliferación de células epiteliales junto con un aumento en el número de capas celulares. A medida que las células proliferan y maduran, se someten a una cornificación parcial. Aunque los cambios inducidos por hormonas ocurren en otros tejidos y órganos del sistema reproductor femenino, el epitelio vaginal es más sensible y su estructura es un indicador de los niveles de estrógeno. Algunas células de Langerhans y melanocitos también están presentes en el epitelio. El epitelio del ectocervix es contiguo al de la vagina, que posee las mismas propiedades y funciones mecánicas, de unión intercelular.

## Estructura

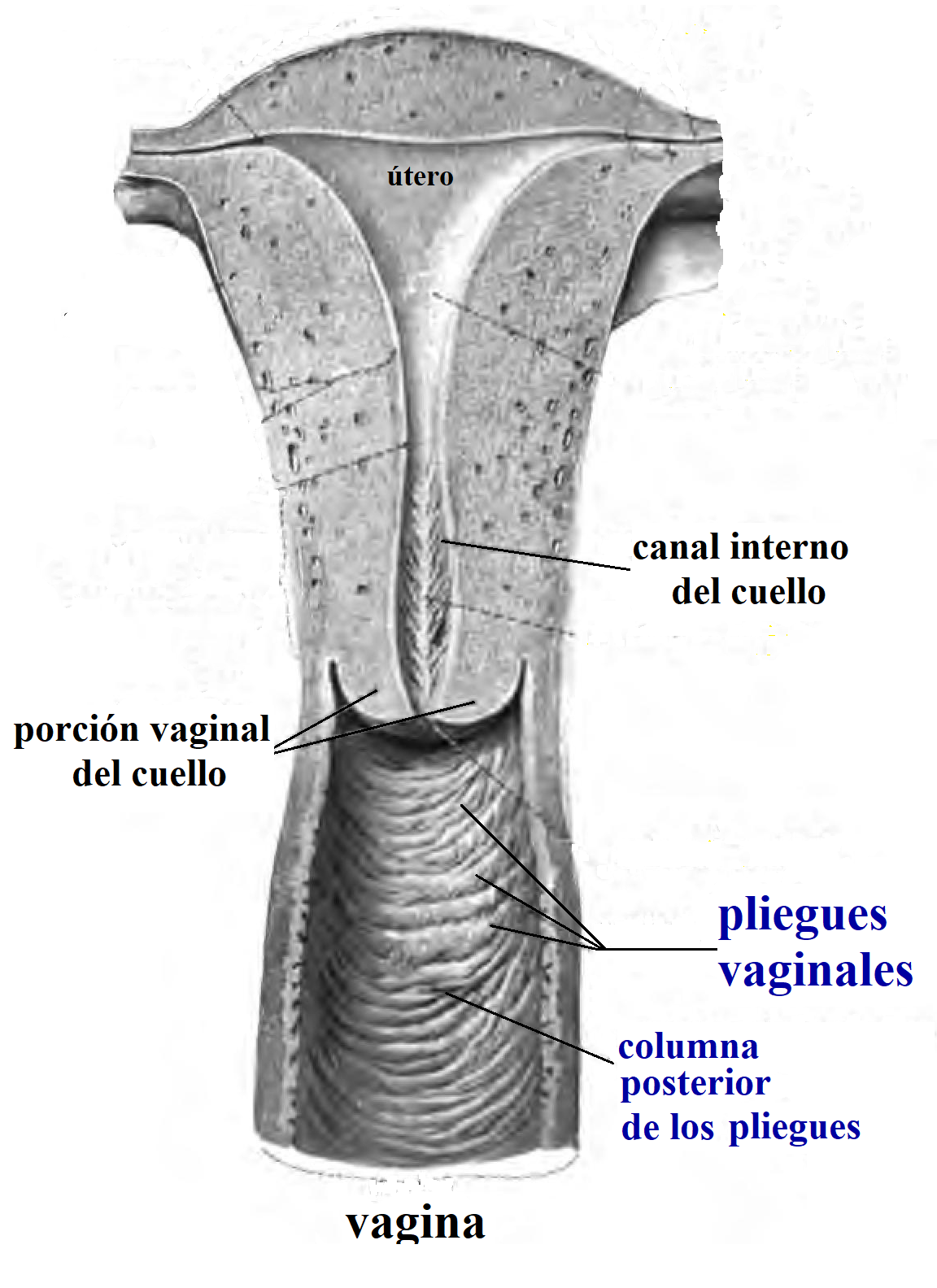
Pliegues vaginales transversales

El epitelio vaginal forma crestas transversales llamadas pliegues o "arrugas" que son más prominentes en el tercio inferior de la vagina. Esta estructura del epitelio da como resultado un área de superficie aumentada que permite el estiramiento. Esta capa de epitelio es protectora y su superficie más alta de células muertas son las únicas que permeables a los microorganismos que forman parte de la flora vaginal. La lámina propia del tejido conectivo se encuentra debajo del epitelio.
El epitelio de la vagina es de tipo estratificado  no queratinizado lo que significa que posee estratos (o capas). En esta mucosa se pueden diferenciar varias capas de células, incluidas las células basales, las células parabasales, las células planas escamosas superficiales y las células intermedias. Las células superficiales se exfolian continuamente y las células basales reemplazan a las células superficiales que mueren y se desprenden del estrato córneo. Debajo del estrato córneo se encuentra el estrato granuloso y el estrato espinoso. Las células del epitelio vaginal retienen un nivel generalmente alto de glucógeno en comparación con otro tejido epitelial en el cuerpo. Los patrones de superficie en las propias células son circulares y están dispuestos en filas longitudinales. Las células epiteliales del cuello de útero poseen algunas  características antimicrbianas del epitelio vaginal.

## Tipos celulares del epitelio vaginal
| Tipo de célula                   | Características                                                                   | Diámetro       | Núcleos                                                                    | Notas |
| -------------------------------- | --------------------------------------------------------------------------------- | -------------- | -------------------------------------------------------------------------- | --- |
| célula basal                     | Redondo a cilíndrico, estrecho espacio citoplasmático basófilo.                   | 12-14 μm       | distinta, de 8 a 10 μm de tamaño                                           | Solo en caso de atrofia epitelial severa y en procesos de reparación después de la inflamación.                                                               |
| estrato granuloso                | parte de la capa parabasal, redondeada a longitudinal oval, citoplasma basófilo   | 20 μm          | núcleo de células claras                                                   | Almacenamiento frecuente de glucógeno, márgenes de células engrosadas y núcleo celular descentralizado; Tipo de células predominantes en mujeres menopáusicas |
| estrato espinoso                 | parte de la capa parabasal                                                        |                |                                                                            | [ 20 ] [ 16 ] [ 15 ] |
| células intermedias              | ovalado a poligonal, citoplasma basofílico                                        | 30–50 μm       | aprox. 8 μm, disminuyendo la relación núcleo-plasma con aumento de tamaño. | en el embarazo : como una barcaza con un margen de células engrosadas ("células naviculares")                                                                 |
| células planas superficiales     | Gránulo poligonal, baso- o eosinófilo, transparente, parcialmente querato-hialino | 50–60 micrones | vesicular y ligeramente estable o encogido                                 | [ 15 ] [ 16 ] |
| estrato córneo, no queratinizado | exfoliación                                                                       |                | desprenderse del epitelio                                                  | [ 18 ] [ 19 ] [ 17 ] |

### Células basales
La capa basal del epitelio es la mitóticamente más activa y reproduce células nuevas. Está compuesta por una capa de células cuboidales que se extienden sobre la membrana basal.

### Células parabasales
Las células parabasales incluyen el estrato granuloso y el espinoso. En estas dos capas, las células de la capa basal inferior pasan de la actividad metabólica activa a la muerte (apoptosis). En las capas medias de los epitelios, las células comienzan a perder sus mitocondrias y otros orgánulos celulares. Las múltiples capas de células parabasales son de forma poliédrica con núcleos prominentes.

### Células intermedias
Las células intermedias producen abundante glucógeno y lo almacenan. El estrógeno induce a las células intermedias y superficiales a llenarse con glucógeno. Las células intermedias contienen núcleos y son más grandes que las células parabasales y más aplanadas. Algunos han identificado una capa de transición de celdas sobre la capa intermedia.

### Células superficiales
El estrógeno induce a las células intermedias y superficiales a llenarse con glucógeno. Existen varias capas de células superficiales que consisten en células grandes y aplanadas con núcleos indistintos. Las células superficiales se exfolian continuamente.

### Uniones celulares
Las uniones entre las células epiteliales regulan el paso de moléculas, bacterias y virus al funcionar como una barrera física. Los tres tipos de adherencias estructurales entre las células epiteliales son: uniones estrechas, uniones adherentes y desmosomas. "Las uniones estrechas (zonula occludens) están compuestas de proteínas transmembranales que hacen contacto a través del espacio intercelular y crean un sello para restringir la difusión de moléculas de proteínas transmembranales a través de la lámina epitelial. Las uniones estrechas también tienen un papel organizador en la polarización epitelial al limitar la movilidad de las moléculas unidas a la membrana entre los dominios apical y basolateral de la membrana plasmática de cada célula epitelial. Las uniones adherentes (adherentes a la zónula) conectan haces de filamentos de actina de célula a célula para formar un cinturón de adhesión continuo, generalmente justo debajo de los microfilamentos". La integridad de la unión cambia a medida que las células se mueven a las capas superiores de la epidermis.

### Mucus
La vagina en sí no contiene glándulas mucosas. Aunque el moco no es producido por el epitelio vaginal, se origina mucus desde el cuello del útero. El moco cervical que se encuentra dentro de la vagina se puede usar para evaluar la fertilidad en mujeres que ovulan. Las glándulas de Bartholin y las glándulas de Skene ubicadas en la entrada de la vagina producen mucosa.

## Desarrollo
El epitelio de la vagina se origina a partir de tres precursores diferentes durante el desarrollo embrionario y fetal. Estos son el epitelio escamoso vaginal inferior, el epitelio columnar del endocervix y el epitelio escamoso vaginal superior. Los distintos orígenes del epitelio vaginal pueden afectar la comprensión de las anomalías vaginales. La adenosis vaginal es una anomalía vaginal relacionada con el desplazamiento del tejido normal por otro tejido reproductor dentro de la capa muscular y el epitelio de la pared vaginal. Este tejido desplazado a menudo contiene tejido glandular y aparece como una superficie roja elevada.

## Variaciones cíclicas
Durante las fases lútea y folicular del ciclo estral, la estructura del epitelio vaginal varía.
 
El número de capas celulares varía durante los días del ciclo estral: 
- Día 10, 22 capas.
- Días 12-14, 46 capas.
- Día 19, 32 capas.
- Día 24, 24 capas.

Los niveles de glucógeno en las células están en su nivel más alto inmediatamente antes de la ovulación.

## Células líticas

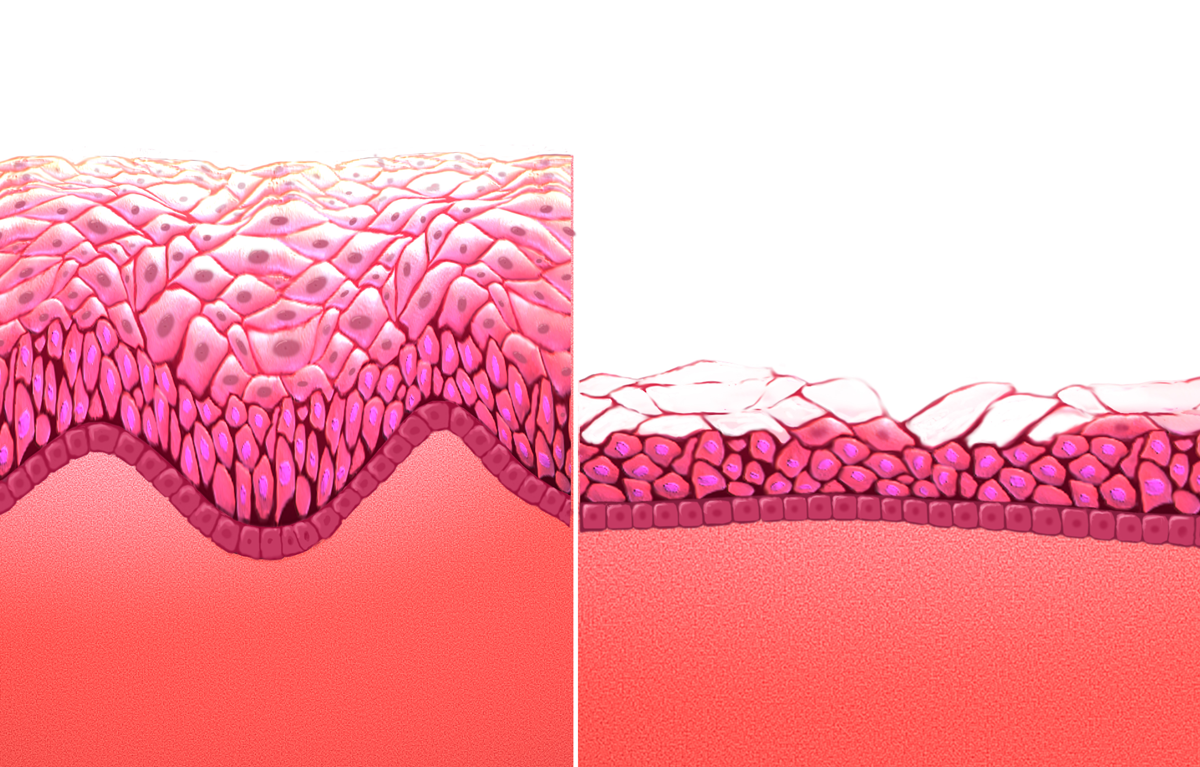
Mucosa normal con estrógeno (izquierda) y en Menopausia (derecha).

Sin estrógeno, el epitelio vaginal tiene solo unas pocas capas de espesor. Solo se ven pequeñas células redondas que se originan directamente desde la capa basal (células basales) o las capas celulares (células parabasales) que se encuentran por encima. Las células parabasales, que son un poco más grandes que las basales, forman una capa de células de cinco a diez capas, también pueden diferenciarse en histiocitos o células glandulares. El estrógeno también influye en las proporciones cambiantes de los constituyentes nucleares al citoplasma.

Como resultado del envejecimiento celular, las células con núcleos celulares aparentemente espumosos (células intermedias) se desarrollan a partir de las células parabasales. Estas se pueden clasificar por medio de la relación nuclear-plasma en células intermedias "superiores" y "profundas". Las células intermedias producen abundante glucógeno y lo almacenan. La contracción nuclear adicional y la formación de mucopolisacáridos son características distintas de las células superficiales. Los mucopolisacáridos forman un andamio celular similar a la queratina. Las células totalmente queratinizadas sin un núcleo se llaman "témpanos".

Las células intermedias y superficiales se exfolian constantemente del epitelio. El glucógeno de estas células se convierte en azúcares y luego es fermentado por las bacterias de la flora vaginal a ácido láctico. Las células progresan a través del ciclo celular y luego se descomponen (citólisis) dentro del plazo de una semana. La citólisis se produce solo en presencia de células que contienen glucógeno, es decir, cuando el epitelio se degrada a las células intermedias superiores y las superficiales. De esta manera, el citoplasma se disuelve, mientras que los núcleos celulares permanecen.

## Microbiota epitelial

El glucógeno es la forma compleja de azúcar presente en el epitelio vaginal que se metaboliza en ácido láctico.

Las células epiteliales vaginales tienen una concentración relativamente alta de glucógeno en comparación con otras células epiteliales del cuerpo humano. El metabolismo de este azúcar complejo  por la microbiota dominada por lactobacilos es responsable del pH ácido habitual de la vagina.
La salud vaginal incluye una microbiota vaginal de baja diversidad donde predomina la especie Lactobacillus. Muchos lactobacilos producen agentes antimicrobianos que incluyen peróxido de hidrógeno y bacteriocinas, o coagregados que generan un microambiente que excluye de manera competitiva a los patógenos.

## Función
Las uniones celulares del epitelio vaginal ayudan a prevenir que los microorganismos patógenos ingresen al cuerpo, aunque algunos pueden penetrar esta barrera. Las células del cuello uterino y el epitelio vaginal generan una barrera mucosa (glicocalix) en la que residen las células inmunitarias. Además, los glóbulos blancos proporcionan inmunidad adicional y pueden infiltrarse y moverse a través del epitelio vaginal. El epitelio es permeable a los anticuerpos, otras células del sistema inmunológico y macromoléculas. Su permeabilidad proporciona acceso a estos componentes del sistema inmunitario para evitar el paso de patógenos invasores a tejidos vaginales más profundos. El epitelio proporciona además una barrera para los microbios, la síntesis de péptidos antimicrobianos (beta-defensinas y catelicidinas) e inmunoglobulinas. Los queratinocitos superficiales, diferenciados terminalmente, extruyen el contenido de los cuerpos laminares fuera de la célula para formar una envoltura lipídica especializada e intercelular que recubre las células de la epidermis y proporciona una barrera física a los microorganismos.

## Patología clínica

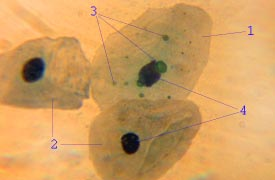
Células epiteliales vaginales que contienen bacterias de clamidia

La patología del epitelio vaginal puede clasificarse como lesiones no neoplásicas y lesiones neoplásicas.
 
Las lesiones neoplásicas pueden ser benignas, premalignas y malignas. 

Dentro de las lesiones no neoplásicas, se incluyen la adenosis vaginal, los trastornos inflamatorios de tipo no infeccioso y las infecciones.

### Infección
- La vaginitis por cándida es una infección micótica; es irritante para la vagina y la piel circundante.[37]
- La vaginosis bacteriana Gardnerella generalmente causa secreción, picazón e irritación[38][39]
- La vaginitis aeróbica adelgaza y enrojece el epitelio vaginal, a veces con erosiones o ulceraciones y abundante secreción amarillenta[40]

### Barrera contra la infección
Las infecciones de transmisión sexual, incluido el VIH, rara vez se transmiten a través del epitelio intacto y saludable. Los mecanismos de protección se deben a: exfoliación frecuente de las células superficiales, pH bajo, e inmunidad innata y adquirida en el propio tejido. Se ha recomendado la investigación sobre la naturaleza protectora del epitelio vaginal, ya que ayudaría en el diseño de medicación tópica y microbicidas.

El tracto vaginal está integrado por células epiteliales cubiertas por moco y colonizadas por bacterias. Las hormonas sexuales, en especial los estrógenos, están inseparablemente relacionadas con la regulación del epitelio y con la regulación de la microbiota vaginal.
La microbiota vaginal tiene un papel clave para determinar si el epitelio será susceptible a las infecciones de transmisión sexual.

### Cáncer
Hay crecimientos malignos muy raros que pueden originarse en el epitelio vaginal. Algunos solo son conocidos a través de casos de estudio. Son más comunes en mujeres mayores.
- El carcinoma de células escamosas de la vagina surge del epitelio[42]
- El adenocarcinoma vaginal surge de células secretoras en el epitelio[42]
- El adenocarcinoma de la vagina de células claras surge en respuesta a la exposición prenatal al dietilestilbestrol[44][45]
- El melanoma vaginal surge de los melanocitos en el epitelio[46]

### Atrofia

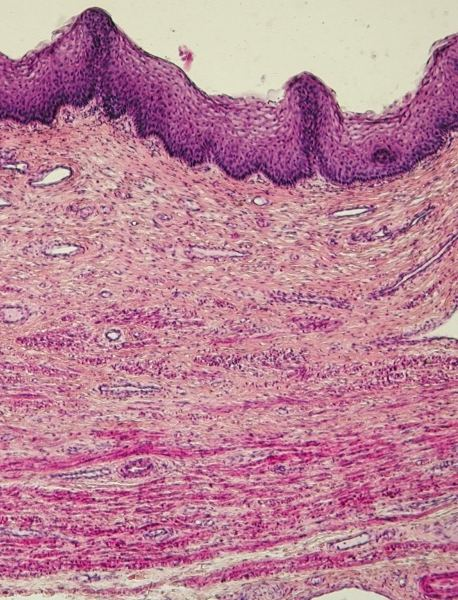
Epitelio vaginal con atrofia en una mujer posmenopáusica

El epitelio vaginal cambia significativamente cuando los niveles de estrógeno disminuyen en la menopausia. La vaginitis atrófica generalmente causa secreción escasa e inodora.

## Historia
El epitelio vaginal ha sido estudiado desde 1910 por varios histólogos.

## Investigación
El uso de nanoparticulas que puedan penetrar la mucosa cervical (presente en la vagina) y el epitelio vaginal se ha investigado para determinar si se pueden administrar medicamentos de esta manera para brindar protección contra la infección del virus del herpes simple. También se está investigando la administración de fármacos de nanopartículas en el epitelio vaginal para tratar la infección por VIH.